# Каясулинский район
Каясулинский район — административный район в РСФСР, существовавший в разные периоды в составе Дагестанской АССР (с 1935 по 1938 гг.), Орджоникидзевского края (с 1938 по 1944 гг.), Грозненской области (с 1944 по 1957 гг.), Ставропольского края (с 1957 по 1958 гг.). В 1958 году упразднён, территория вошла в состав Нефтекумского района.
Административный центр — село Каясула.

## География
Граничил: на западе — со Степновским, на севере — с Ачикулакским, на востоке — с Караногайским, и на юге — с Курским районами.

## История
Образован постановлением ВЦИК РСФСР от 23.01.1935 г. на части территории Ачикулакского района с присоединением Аликуюнского сельсовета Моздокского района.
Постановлением ВЦИК СССР от 22.02.1938 года, «В целях успешного хозяйственного развития Кизлярского округа», Ачикулакский, Каясулинский, Караногайский, Кизлярский и Шелковской районы переданы из состава Дагестанской АССР в состав Орджоникидзевского края.
Указом Президиума Верховного Совета СССР от 22.03.1944 г. район вошел в состав вновь образованной Грозненской области
Указом Президиума Верховного Совета РСФСР «О восстановлении Чечено-Ингушской АССР и упразднении Грозненской области» от 9 января 1957 г. район передан в состав Ставропольского края.
Указ Президиума Верховного Совета РСФСР от 30 сентября 1958 года Каясулинский район был упразднён, его территория передана в состав Ачикулакского района.

## Административное деление
Район включал 11 сельсоветов:
1. Абрам-Тюбинский
2. Аликуйский
3. Березкинский
4. Бийсейский
5. Иргаклинский
6. Каясулинский
7. Кунайский
8. Махмуд-Мектебский
9. Тукуй-Мектебский
10. Туркменский
11. Уллубийюртовский